# Carectocultus
Carectocultus is een geslacht van vlinders van de familie grasmotten (Crambidae), uit de onderfamilie Schoenobiinae.

## Soorten
- C. bivitta Möschler, 1881
- C. dominicki Blanchard, 1975
- C. perstrialis Hübner, 1825
- C. repugnatalis Walker, 1863